# Aciagrion rarum
Aciagrion rarum – gatunek ważki z rodziny łątkowatych (Coenagrionidae).